# Nelsonia
A Nelsonia az emlősök (Mammalia) osztályának rágcsálók (Rodentia) rendjébe, ezen belül a hörcsögfélék (Cricetidae) családjába tartozó nem.

## Rendszerezés
A nembe az alábbi 2 faj tartozik:
- Nelsonia goldmani Merriam, 1903
- Nelsonia neotomodon Merriam, 1897 – típusfaj